# Roberto Osvaldo Díaz
Roberto Osvaldo Díaz (Buenos Aires, 3 marzo 1953) è un ex calciatore argentino, di ruolo attaccante.

## Carriera

### Club
Ha giocato nella massima serie argentina e messicana.

### Nazionale
Con la Nazionale argentina ha giocato 6 partite prendendo parte alla Copa América 1979.